# Nerf thoraco-dorsal
Le nerf thoraco-dorsal (ou nerf du muscle grand dorsal) est un nerf moteur qui innerve le muscle grand dorsal.

## Origine
Le nerf thoraco-dorsal nait à partir du faisceau postérieur du plexus brachial entre les nerfs subscapulaires inférieur et supérieur. Il est constitué de fibres des racines C7, C8 et de manière inconstante C6.

## Trajet
Le nerf thoraco-dorsal chemine avec l'artère subscapulaire le long de la paroi postérieure de l'aisselle pour se terminer sur la face profonde du muscle grand dorsal.

## Zone d'innervation
Le nerf thoraco-dorsal a une fonction uniquement motrice, à destination d'un seul muscle : le muscle grand dorsal.

## Aspect clinique
Le nerf thoracodorsal peut être utilisé dans la reconstruction chirurgicale du nerf facial.